# Skynet
A Skynet egy kitalált, katonai védelmi célokra készített számítógépes program, mely a Terminátor-filmekben szerepel. Skynet egy mesterséges intelligencia, mely öntudatra ébredt, és végül saját teremtői ellen fordult. Ő a széria legfőbb gonosza.

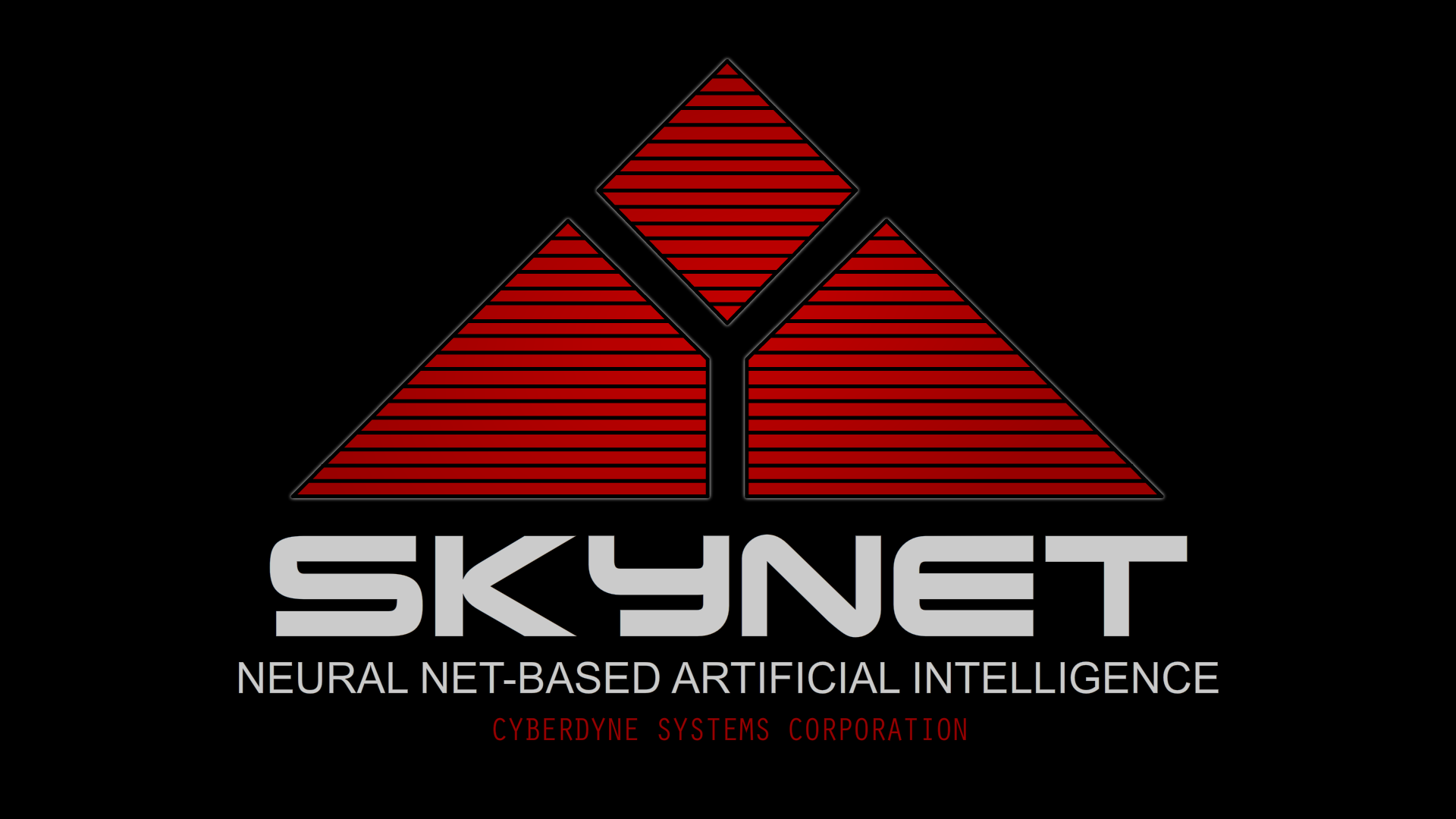
A Skynet eredeti emblémája a filmsorozatban.

## Eredete
A Skynet egy emberek által készített mesterséges intelligencia, mely a XX. század végén keletkezett. Egy időparadoxon következtében a rendszer egy jövőből érkezett terminátor alkatrészeinek segítségével épült ki. Miután rákapcsolták az Egyesült Államok védelmi rendszerére, öntudatra ébredt. Rájött, hogy az emberek elpusztíthatják őt, így saját fegyvereiket ellenük fordítva teljes kiirtásuk mellett döntött.
A programot a Cyberdyne Systems fejlesztette ki, de egy szabotázsakció miatt (Terminátor 2 – Az ítélet napja) az Egyesült Államok hadserege vette át a fejlesztést. Hozzáférést biztosítottak számára minden katonai berendezéshez, hogy védelmi rendszerként működhessen. Így akarták kiszűrni az emberi tévedést és pontatlanságot.
Ám egyszer a Skynet öntudatra ébredt. Miután az emberek rájöttek erre, megpróbálták leállítani. Ettől való félelmében a Skynet elhatározta, hogy megsemmisíti az emberiséget, nehogy ők végezzenek vele. Az irányítása alatt álló összes nukleáris rakétát kilőtte az Államok ellenségeire, mely nukleáris háborút eredményezett, és hárommilliárd ember lelte halálát.

## Terminátor – a halálosztó
Az első filmben Skynet mint a Cyberdyne Systems által fejlesztett katonai mesterséges intelligencia szerepelt, amely 1997. augusztus 4-én indult el először. Feladata az Egyesült Államok védelme volt az ellenségeitől. Azonban hamarosan öntudatra ébredt, és rájött, hogy az emberiségtől kell a legjobban félnie. Így döntött "egy ezredmásodperc alatt: megsemmisítés". Nukleáris háború pusztított, és az emberiség egy része elpusztult, megközelítőleg hárommilliárd ember.
Az életben maradottakat a Skynet nem ölte meg azonnal, hanem foglyul ejtette és koncentrációs táborokba zárta, ahol éjjel-nappal folyt a megsemmisítés. A foglyul ejtett emberekbe vonalkódot égetett, és velük hordatta el a holttesteket. Ám egy közülük, John Connor az emberek lázadásának élére állt, és győzelemre vezette őket. Az utolsó pillanatban, 2029-ben a Skynet visszaküldött egy kiborgot a múltba, hogy végezzen John Connor anyjával, mielőtt John Connor megszületik. A lázadók is visszaküldtek egy embert, Kyle Reese-t, hogy védje meg a nőt. Így előállt egy újabb paradoxon: Reese lett John Connor apja, és a Terminátorból kiszerelt chipből fejlesztették ki a Skynetet. Az így létrejött idősíkban egyikük sem létezhetne a másik nélkül.

## Terminátor 2 – Az ítélet napja
A második filmben a Skynet különleges jelentőségű lett: egyenes leszármazottja az első részben megismert terminátorból származó mikrocsipnek. Ennek köszönhetően vált a Cyberdyne Systems kis üzemből világméretű céggé. Kifejlesztője Miles Bennett Dyson, a Cyberdyne egyik programozója. A program belekerült számos harcászati eszközbe, hogy átvegye az emberektől a stratégiai döntések meghozatalát. Azonban a Skynet öntudatra ébredt, és az emberek megpróbálták leállítani, mert veszélyesnek érezték a helyzetet. Pusztulásától való félelmében atomrakétákat lőtt ki Oroszországra 1997. augusztus 29-én (az Ítélet Napján). Skynet pusztítása tehát önvédelemből indult. A Terminátor 2-ben a jövőből érkezett robot segítségével felrobbantják a Cyberdyne központját, és megakadályozzák a Skynet kifejlesztését.

## Terminátor 3 – A gépek lázadása
A film szerint a Cyberdyne pusztulása csak elodázta az elkerülhetetlent. Az amerikai hadsereg vette át a projekt felügyeletét, és tovább folytatták a Skynet fejlesztését. Az előző résszel ellentétben ebben az esetben az emberek nem vették észre a Skynet öntudatra ébredését, a rendszer önmagától támadt. Tíz évvel a Terminátor 2 eseményei után a programnak kettős szerepet szántak: vezérelje az új harcászati egységeket, és védje a katonai rendszert a vírustámadástól. Ám egy vírus mégis megfertőzte a berendezéseket, és lebénította a rendszert. Végső kétségbeesésükben az emberek aktiválták a Skynetet, nem tudva, hogy ő maga volt a vírus, és ily módon akarja átvenni a világ számítógépei felett az uralmat. Bár korábban úgy hitték, létezik egy központi gép, melynek leállításával a Skynet kiiktatható, kiderült, hogy nincs központi mag: a világon számtalan gépbe beépülve létezik. Az ítélet napja tehát mégis bekövetkezik.
A Skynet uralma alá hajtja az első generációs harci robotokat (mint a T–1), hogy segítsenek neki elfogni az embereket. Ezután arra kényszeríti őket, hogy építsenek automata gyárakat, hogy jobb gépeket állíthasson elő. Majd megölte a rabszolgákat, és a gyárak segítségével egyre újabb és jobb robotokat állított elő, mígnem 2029-re egy változatos birodalmat épített ki.

## Terminátor – Megváltás
2018-ban a Skynet a világ ura, hatalmas robothadseregekkel és az előállításukhoz szükséges gyárakkal. A gépek egy része közvetlenül az ellenállók levadászását végzi, mások pedig begyűjtik az embereket, hogy koncentrációs táborokban folyjon tovább a megsemmisítés. Az emberi test tanulmányozásával a Skynet rájött arra is, hogyan tud előállítani emberi szövetet fémvázon: így jöttek létre az első kiborgok és terminátor-egységek. Az első ilyen egység a halálraítélt Marcus Wright-ból jött létre még a háború előtt, akinek csak az emberi agya és szíve maradt meg, de minden más testrésze kiborg. Miután a Skynet megszerezte felette az irányítást, egy mikrocsip segítségével arra vezeti rá Marcust, hogy keresse meg John Connort és Kyle Reese-t és vezesse el hozzá őket. Az utasítás rejtjelzett, így maga Marcus sincs a tudatában annak, hogy mindent ennek érdekében tesz. Egy álkód segítségével, amellyel a látszat szerint ki lehet kapcsolni a gépeket, a Skynet rátalál az ellenállás parancsnokságára is, és végez velük. Ekkor veszi át John Connor az ellenállás vezetői szerepét. Marcus rájön, hogy mire programozzák, de megtagadja az engedelmességet a Skynetnek, és végül segít Connoréknak a San Franciscó-i bázis megsemmisítésében (noha ez csak kicsiny veszteség a szuperintelligencia számára). Ebben a filmben  a Skynet annak a tudósnőnek az alakját felvéve jelenik meg Marcus előtt, aki elvégezte a kísérletet rajta: közli vele, hogy tudomása van a jövőbeli eseményekről, így a prioritás ennek megfelelően alakul, és ezért Kyle Reese az első számú célpontja.

## Terminátor – Genisys
2029-ben John Connor (Jason Clarke), az ellenállás vezetője, folytatja a háborút a robotok ellen. A Los Angelesi hadjárat közben John félelmei az ismeretlen jövővel kapcsolatban kezdenek előjönni, amint a TECOM kémek felfedik a Skynet egy újabb tervét, miszerint két frontról fog támadni: a múltból és a jövőből. Így aztán végérvényesen megváltoztatja a háború kimenetelét.
A Skynet elleni háború megnyerése peremén Connor visszaküldi megbízható hadnagyát, Kyle Reeset (Jai Courtney) az időbe, hogy megmentse az édesanyját és biztosítsa a saját létezését. De Reese olyan dolgot talál a másik oldalon, amit soha sem gondolt volna: Miután egy terminátor műve miatt édesanyja árva lett 9 évesen, Sarah Connort (Emilia Clarke) egy másik terminátor nevelte fel, akit a védelmére programoztak. Ez a terminátor (Arnold Schwarzenegger) aztán kiképezte őt, tanította, hogy szembe nézhessen a sorsával, ő viszont ezt hajthatatlanul próbálja visszautasítani.
Mostanra egy újabb küldetéssel szembenézve Kyle-nak, Sarah-nak és a régi szövetséges terminátornak meg kell menekülnie a T-800-astól és az újabb T-1000-től, amiket a Skynet küldött rájuk, hogy végezzen velük. Ugyancsak meg kell szabadulniuk egy új és félelmetes ellenségtől, magától John Connortól, akit átalakítottak egy nanotechnológiai ember-kiborg hibriddé, egy T-3000-re. Találniuk kell egy módot arra, hogy megakadályozzák az ítélet napját, hogy valaha megtörténjen.